# Парламентские выборы в Норвегии (1906)
Парламентские выборы в Норвегии проходили с 5 по 27 августа 1906 года. Это были первые парламентские выборы в Норвегии после распада союза со Швецией в 1905 году. На этих выборах впервые использовалась избирательная система в два тура. Результатом стала победа Либеральной партии, которая получила 73 из 123 мест в Стортинге.

## Избирательная система
На этих выборах впервые была использована новая избирательная система с прямыми выборами в одномандатных округах. Ранее выборы были косвенными, с выборами выборщиков, которые, в свою очередь, избирали своих представителей. Новая избирательная система также означала, что, если ни один из кандидатов в округе не получил абсолютного большинства, проводился 2-й тур выборов, в котором избирался тот, кто имел простое большинство. Перевыборы прошли с 26 августа по 22 октября 1906 года.
Количество депутатских мест Стортинга было увеличено со 117 до 123.
На этих выборах право голоса имели мужчины старше 25 лет. Вскоре после этих выборов Конституционное положение от 1 июля 1907 года также предоставило избирательное право женщинам.

## Ход выборов
В двух округах, Листере и Флеккефьорде, баллотировался только один кандидат. В 25 округах было более четырёх кандидатов. В 1-м туре было избрано 58 депутатов: 41 от сельских округов и 17 от городских. В остальных 65 округах был проведён 2-й тур. Выборы в двух округах, Крагерё и Веркет в Ставангере, были отклонены, и были назначены новые выборы, соответственно. 5 ноября и 20 ноября 1906 года. Новый Стортинг был образован 11 октября 1906 года.

## Результаты
| Партия                                | Партия                                | Голоса  | %    | Места | +/- |
| ------------------------------------- | ------------------------------------- | ------- | ---- | ----- | --- |
|                                       | Либеральная партия                    | 121 562 | 45,1 | 73    | +25 |
|                                       | Коалиционная партия                   | 88 323  | 32,8 | 36    | -26 |
|                                       | Рабочая партия                        | 43 134  | 16,0 | 10    | +5  |
|                                       | Рабочие демократы                     | 12 819  | 4,8  | 4     | +2  |
|                                       | Прочие партии                         | 3 443   | 1,3  | 0     | -   |
| Недействительных/пустых бюллетеней    | Недействительных/пустых бюллетеней    | 2 654   | -    | -     | -   |
| Всего                                 | Всего                                 | 271 935 | 100  | 123   | +6  |
| Зарегистрированных избирателей / Явка | Зарегистрированных избирателей / Явка | 446 705 | 60,9 | -     | -   |
| Источники: Nohlen & Stöver            |                                       |         |      |       |     |